# ایستگاه برادویو
ایستگاه برادویو (انگلیسی: Broadview station) یک ایستگاه مترو در خط ۲ بلور–دانفورث در تورنتو، انتاریو، کانادا است.